# Simon Poulsen
Simon Busk Poulsen (Sønderborg, Danska, 7. listopada 1984.) bivši je danski nogometaš i nacionalni reprezentativac.

## Karijera

### Klupska karijera
Poulsen je profesionalnu karijeru započeo 2002. godine u HFK Sønderjyllandu te je bio ključni igrač kluba koji se 2005. kvalificirao u prvu ligu. U lipnju iste godine Poulsen se dogovorio s čelnicima Midtjyllanda o prelasku u klub nakon završetka sezone 2005./06. Zbog toga je HFK Sønderjylland prijavio rivalski klub danskom nogometnom savezu zbog nezakonitog pokušaja dovođenja igrača u Midtjylland bez znanja igračeva matičnog kluba.
Simon Poulsen je odigrao nekoliko prvoligaških utakmica za HFK Sønderjylland koji se s Midtjyllandom u kolovozu 2005. uspio dogovoriti o zamjeni igrača tako da je Midtjylland dao Thomasa Rathea u zamjenu za Poulsena.
Igrač je u novom klubu brzo izborio mjesto u početnom sastavu ali se ozlijedio u veljači 2006. dok je oporavak trajao dva mjeseca. Zbog odličnih igara, Poulsen je 2007. uvršten u najbolju momčad danskog prvenstva.
23. prosinca 2007. igrač je prodan nizozemskom AZ Alkmaaru za tri milijuna eura čime je postao najskuplji prodani igrač u Midtjyllandovoj povijesti. Za razliku od danske Superlige gdje je igrao na poziciji lijevog krila, u AZ-u ga je trener Louis van Gaal premjestio na poziciju lijevog beka. Poulsen je s klubom iz Alkmaara 2009. godine osvojio nizozemsko prvenstvo.
25. kolovoza 2012. igrač je transferiran u talijansku Sampdoriju s kojom je potpisao trogodišnji ugovor.

### Reprezentativna karijera
Simon Poulsen je nastupao za sve danske omladinske reprezentacije prije nego što je u ožujku 2007. debitirao za seniorski sastav u prijateljskom susretu protiv Njemačke.
Danski izbornik Morten Olsen uvrstio je igrača na popis reprezentativaca koji su sudjelovali na Svjetskom prvenstvu u Južnoj Africi 2010. i Euru 2012.

## Vanjske poveznice
- Profil igrača na web stranici Danskog nogometnog saveza  Arhivirana inačica izvorne stranice od 22. siječnja 2021. (Wayback Machine)
- Statistika igrača u danskoj Superligi
- National Football Teams.com